# Wybory parlamentarne w Monako w 2008 roku
Wybory parlamentarne w Monako w 2008 roku odbyły się 3 lutego. W ich wyniku wybranych zostało 24 członków Rady Narodowej.

## System wyborczy
Członkowie Rady Narodowej wybierani są na pięcioletnią kadencję w mieszanym systemie głosowania w jednym okręgu wyborczym. Szesnaście mandatów przydzielanych jest z uwzględnieniem systemu wielokrotnego głosowania (zwanego również systemem blokowym) spośród kandydatów, którzy uzyskali największą liczbę głosów. Pozostałe osiem mandatów obsadzane jest z zastosowaniem ordynacji proporcjonalnej z mieszanych list wyborczych, które przekroczyły próg 5% poparcia.

## Wyniki wyborów
Wybory parlamentarne do Rady Narodowej wygrała centrowa "Unia dla Księstwa" na którą oddano 52,20% ważnych głosów. Frekwencja wyborcza wyniosła 76,85%.
| Partia | Partia                              | Głosy   | Głosy | Głosy | Mandaty | Mandaty |
| Partia | Partia                              | Razem   | %     | +/–   | Razem   | +/–     |
| --- | ----------------------------------- | ------- | ----- | ----- | ------- | ------- |
| | Unia dla Księstwa (UPM)             | 53 523  | 52,20 | 6,30  | 21/24   | —       |
| | Rassemblement et Enjeux (REM)       | 41 512  | 40,49 | —     | 3/24    | —       |
| | Monako Razem (ME)                   | 7491    | 7,31  | —     | 0/24    | —       |
| Razem | Razem                               | 102 526 | 100   | –     | 24      | 0       |
| |                                     |         |       |       |         |         |
| Ważne głosy | Ważne głosy                         | 4650    | 95,80 |       |         |         |
| Puste głosy | Puste głosy                         | 80      | 1,65  |       |         |         |
| Nieważne głosy | Nieważne głosy                      | 124     | 2,55  |       |         |         |
| Liczba głosów oddanych ogółem | Liczba głosów oddanych ogółem       | 4854    | 100   |       |         |         |
| Zarejestrowani wyborcy / frekwencja | Zarejestrowani wyborcy / frekwencja | 6316    | 76,85 |       |         |         |
| Źródło: "Resultat Des Elections Nationales Du Dimanche 3 Fevrier 2008", "Résultats des élections du Conseil National de Monaco du 3 février 2008" |                                     |         |       |       |         |         |